# دی‌ان‌ای جداساز
دی‌ان‌ای جداساز به بخشهایی رونویسی‌نشده دی‌ان‌ای در میان ژن‌ها می‌گویند که کارکردشان افزایش رونویسی آن ژن‌هاست.
در پیش‌هسته‌ها، چیدمان دی‌ان‌ای جداساز تنها چند نوکلئوتید درازا دارد ولی در هو‌هسته‌ها بسیار درازترند و دارای نوکلئوتیدهای تکرارشونده‌ می‌باشند که بیشتر دی‌ان‌ای ژنوم از آنها ساخته شده است.